# چن دولینگ
چن دولینگ (چینی: 陈都灵; پین‌یین: Chén Dūlíng؛ زادهٔ ۱۳ اکتبر ۱۹۹۳) بازیگر اهل چین است. او در فیلم‌های نامیا و بلوز سال نو و مجموعه تلویزیونی تا پایان ماه ایفای نقش کرده‌است.